# Osita Iheme
Osita Iheme (Mbaitoli, 20 de febrero de 1982) es un actor nigeriano, reconocido internacionalmente por interpretar el papel de Pawpaw en la película Aki na Ukwa junto con Chinedu Ikedieze. 

## Carrera
Iheme es además el fundador de Inspired Movement Africa, una iniciativa con el propósito de inspirar, motivar y estimular las mentes de los jóvenes africanos. En 2007 recibió el Premio Honorario a la Trayectoria Artística en la gala de los Premios de la Academia del Cine Africano. Es uno de los actores nigerianos con mayor reconocimiento internacional. En 2011 fue nombrado miembro de la Orden de la República Federal por el presidente Goodluck Jonathan. El actor sufre una condición de enanismo.